# FC Baulmes
FC Baulmes is een Zwitserse voetbalclub uit Baulmes in het Franstalige kanton Vaud.. De club werd in 1940 opgericht. 
Tot 1984 speelde de club in de 4. Liga (toen de zesde klasse) en steeg tot en met 2001 naar de 1. Liga middels promoties in 1984, 1996 en 2001. Het grootste succes van de club kwam in juni 2004 toen de club promotie afdwong naar de Challenge League en daarmee in de profliga terechtkwam. De club is in principe erg succesrijk voor een dorp met zo'n duizend inwoners. Vaak zijn er meer supporters in het stadion dan er inwoners zijn. In het seizoen 2006-2007 eindigde de club op een zeventiende plaats in de tweede klasse en zakte zo terug naar 1. Liga. Men zou sindsdien uitkomen in de amateurreeksen. 